# Villecien
Villecien – miejscowość i gmina we Francji, w regionie Burgundia-Franche-Comté, w departamencie Yonne.
Według danych na rok 1990 gminę zamieszkiwały 243 osoby, a gęstość zaludnienia wynosiła 32 osoby/km² (wśród 2044 gmin Burgundii Villecien plasuje się na 669. miejscu pod względem liczby ludności, natomiast pod względem powierzchni na miejscu 1071.).